# Interleaf
Interleaf – producent oprogramowania, jak i nazwa samego oprogramowania.

## Działalność
Założona w 1981 r. firma Interleaf z siedzibą w Waltham (Stany Zjednoczone) produkowała oprogramowanie do komputerowego składu publikacji oraz aplikacje do zarządzania dokumentami i pracą grupową. W styczniu 2000 roku firma została przejęta przez BroadVision, Inc. z siedzibą w Redwood City (Stany Zjednoczone).

## Oprogramowanie
Interleaf był jedną z pierwszych, obok wówczas Ventura Publisher (obecnie Corel Ventura) oraz Adobe FrameMaker aplikacji umożliwiających kompleksowy komputerowy skład tekstów i grafik. Po przejęciu jego producenta zmienił nazwę na QuickSilver i nadal jest rozwijany.
Do głównych zalet wczesnych wersji oprogramowania należała możliwość umieszczenia w jednym dokumencie (pliku) tekstów oraz osadzania złożonych grafik (jakkolwiek obsługiwane były również publikacje wielodokumentowe). Program pozwalał na zapisanie dokumentu zarówno w postaci binarnej, jak i tekstowej w standardzie ASCII (przy zachowaniu skonwertowanych do tej postaci grafik). Funkcja ta ułatwiała przenoszenie tekstu z/do innych aplikacji. Możliwe było korzystanie z szablonów dokumentów (arkuszy stylów), tworzenie spisów treści oraz indeksów. W środowisku aplikacji znajdował się uproszczony edytor grafik, wewnętrzny archiwizer plików oraz zestaw wewnętrznych fontów. Program pozwalał na publikację dokumentów w formacie PDF, PostScript oraz HTML. Do wad zaliczyć natomiast należało niestandardowy sposób kodowania znaków utrudniający wszelkie konwersje między formatami, brak obsługi standardu Unicode oraz utrudnioną obsługę języków niezachodnioeuropejskich.
Wersja 3.0 oprogramowania QuickSilver, wydana w 2007 r., zlikwidowała większość istniejących wad po zaimplementowaniu obsługi Unicode’a oraz dodaniu słowników do większości języków środkowoeuropejskich, a także tzw. cyrylicznych, greckiego i tureckiego. Tworzenie dokumentów możliwe jest również w podstawowych językach azjatyckich. Program pozwala obecnie także m.in. na umieszczanie zakładek (bookmarks) w plikach PDF, publikację w formacie XML, korzystanie z makr oraz pełnej skali kolorów Pantone.